# Film- und Fernsehwissenschaftliches Kolloquium
Das Film- und Fernsehwissenschaftliche Kolloquium (FFK) ist eine fachwissenschaftliche Tagung, die seit 1988 jährlich an wechselnden Hochschulen des deutschsprachigen Raums veranstaltet wird. Dem akademischen Nachwuchs wird eine Plattform geboten, um wissenschaftliche Arbeiten, Forschungsprojekte und Ergebnisse zu präsentieren und zu entwickeln sowie miteinander in Austausch zu treten.

## Geschichte
Das Film- und Fernsehwissenschaftliche Kolloquium fand zum ersten Mal 1988 an der Westfälischen Wilhelms-Universität in Münster statt. Seitdem wird es jährlich an wechselnden Hochschulen im deutschsprachigen Raum ausgerichtet. In der Regel wird das FFK von Nachwuchswissenschaftlerinnen und Nachwuchswissenschaftlern organisiert, die in den Bereichen Film-, Fernseh- und Medienwissenschaften forschen. Die Vorträge des FFK werden als Aufsätze in einer gemeinsamen Publikation herausgegeben.
Zumeist hat das FFK kein dezidiertes Rahmenthema. Dementsprechend groß ist die inhaltliche Bandbreite der Vorträge und veröffentlichten Aufsätze. Insgesamt lassen sich dennoch einige Schwerpunkte ausmachen, was die untersuchten Gegenstände, die aufgerufenen Theorien und die angewendeten Methoden angeht. Indirekt dokumentiert das FFK damit allgemeine fachwissenschaftliche Entwicklungen ab den späten 1980er Jahren. Es lässt sich somit als „eine Art Seismograf für Tendenzen in deutschsprachigen Film- und Fernsehwissenschaften“ verstehen. Seit den Anfängen des Kolloquiums wurden insbesondere narrative Spielfilme aus den USA und Europa untersucht, häufig unter dezidiert ästhetischen Fragestellungen, sowie mit Blick auf das künstlerische Gesamtwerk einzelner Filmemacherinnen und Filmemacher. Während das Fernsehen als Forschungsgegenstand in den Jahren 1988 und 1989 noch stark unterrepräsentiert war, widmeten sich beim dritten FFK in Marburg 1990 ungefähr die Hälfte der Beiträge dem Fernsehen. In den Folgejahren ging das Interesse am Fernsehen zwar zurück, dafür nahmen Betrachtungen beispielsweise von Musikvideos, Games und Internetphänomenen zu.
Fachwissenschaftliche Entwicklungslinien lassen sich ebenso in den aufgerufenen Theorien und methodischen Zugriffen erkennen. In den ersten Jahren des Kolloquiums wurden vor allem Fragen der psychologischen Filmwirkung und -rezeption verhandelt. In den Folgejahren verlagerte sich das Interesse zunehmend auf narratologische, filmphilosophische und allgemeinere medientheoretische Ansätze. Einen erkennbaren, prominenten Theoriestrang des FFK bildet insbesondere die Verbindungen von Film, Medien und Gender.
Seit dem 22. FFK in Passau 2009 wird im Rahmen des Kolloquiums ein Plenum veranstaltet, das als Gremium zur basisdemokratischen Entscheidungsfindung fungiert. Bei Plenumsdebatten wurde unter anderem der Wechsel von Tagungsbänden zu einem Journal-System entschieden. Diskussionsgegenstand war wiederholt auch das Verhältnis zwischen Filmwissenschaft und Medienwissenschaft. Außerdem wurde im Plenum und bei weiteren Sonderprogrammpunkten verstärkt die Situation des akademischen Mittelbaus im Hochschulbetrieb in den Fokus gerückt. Das FFK bietet damit einen Raum für eine kritische Auseinandersetzungen mit unsteten Arbeitsverhältnissen und prekären Beschäftigungsbedingungen in der Wissenschaft. 

## Selbstverständnis
Anders als viele große Tagungen ist das Film- und Fernsehwissenschaftliche Kolloquium ein Event, das ohne Satzung und ohne Trägerschaft von jeweils anderen Organisationsteams realisiert wird; es handelt sich um einen nicht institutionalisierten Selbstläufer. Jedes Jahr wird das FFK von einer anderen Stadt und Universität im deutschsprachigen Raum ausgerichtet, so dass es immer neu entsteht und die verschiedensten Einflüsse und aktuellen Entwicklungen in der Medienlandschaft und rund um den Veranstalter einbeziehen kann. Da das Kolloquium mit Kosten und Aufwand verbunden ist, wird das FFK meist von freiwilligen Helfern, engagierten Studenten und mit Unterstützung von Sponsoren vorbereitet. Offizieller Veranstalter ist jeweils das medienwissenschaftliche Institut der Universität.
Die Tagung ist prinzipiell zugangsoffen, wer sich anmeldet, darf auch vortragen. Dies bietet vor allem den noch nicht etablierten Jungwissenschaftlern die Möglichkeit, Kontakte zu knüpfen, wenig diskutierte Themen zu behandeln und Fuß in der wissenschaftlichen Arbeit zu fassen. Das FFK fördert die interdisziplinären und generationsübergreifenden Vernetzungen im individuellen oder institutionellen Rahmen. In einer hierarchiefreien Ebene ist ein problemloser Austausch und eine Selbstverständigung der Teilnehmer rund um das Thema Medien möglich. Die allgemeine Offenheit der Tagung kommt vor allem durch dieses Ziel zustande, jungen Kollegen ein Forum zu öffnen, um laufende Arbeiten, also „works in progress“, und noch unfertige Ergebnisse vortragen zu können. So entsteht ein Werkstattcharakter.

Nicht nur die Zulassung aller Teilnehmer gehört zum Selbstverständnis des FFK, auch die thematische Ungebundenheit ist kennzeichnend. Es wird ein Einblick in die Breite der laufenden Forschungsarbeiten geboten und ein Themenspektrum umspannt, dass weit über den engen Raum der allgemeinen film- und fernsehwissenschaftlichen Fragen hinausgeht, wobei Film und Fernsehen noch immer den Kern darstellen. Die thematisch breit gefächerte Tagung gibt einen Einblick in die Auseinandersetzung mit medialen Themen und bietet eine Pluralität an Ansätzen, welche die Komplexität des Phänomens Medien gut widerspiegeln. Akademische Grenzziehungen werden dank des FFK überschritten. Damit fließen auch Inspirationen aus der Politikwissenschaft, Kunstwissenschaft, Philosophie und praktischen Medienarbeit mit ein, außerdem aus der Soziologie und Literaturwissenschaft. Durch den bewussten Verzicht auf ein Rahmenthema ist es möglich, die ungefilterte Repräsentanz der Medienwissenschaft wiederzugeben. Dabei wird auf die Bereitschaft und Fähigkeit der Teilnehmer vertraut.

## Publikation
Das ffk Journal ist die 2016 ins Leben gerufene Online-Publikationsform, die aus dem 28. FFK (2015) hervorgegangen ist. Hier erhalten die Vortragenden die Möglichkeit, ihre im Rahmen des Kolloquiums vorgestellten Forschungsthemen und -projekte der Film-, Fernseh- und Medienwissenschaft in Aufsatzform einzureichen. Die Texte werden im Rahmen des Open-Access-Journals beim AVINUS-Verlag publiziert und so zur Diskussion gestellt. Die Qualität der einzelnen Beiträge wird über ein verbindliches Stylesheet gesichert, das zuletzt 2020 aktualisiert wurde. Viele der bisherigen Herausgeber haben die Beiträge im Editorial zu verschiedenen Themenblöcken gebündelt, wie z. B. „Gender/Queer“, „Medialität und Historizität“ oder „Farb- und Tonfilmverfahren“ (32. FFK, 2019). Hierdurch lassen sich über die einzelnen Jahrgänge hinweg Tendenzen der film-, fernseh- und medienwissenschaftlichen Nachwuchsforschung ablesen. Die Beiträge des 15. bis 27. FFK (2002 bis 2014) wurden als Sammelbände vom Schüren-Verlag herausgegeben, wobei sie unter einem gemeinsamen Titel erschienen, wie etwa  „Film- und Fernsichten“ (24. FFK, 2011) oder „Medien – Diskurse – Deutungen“ (20. FFK, 2007). Die Sammelbände sind allesamt auf mediarep.org zugänglich.

## Übersicht der stattgefundenen Kolloquien
- 1988 Westfälische Wilhelms-Universität Münster
- 1989 Berlin
- 1990 Philipps-Universität Marburg
- 1991 Universität Mannheim
- 1992 Gottfried Wilhelm Leibniz Universität Hannover
- 1993 Freie Universität Berlin
- 1994 Universität Paderborn
- 1995 Universität Hildesheim
- 1996 Bauhaus-Universität Weimar
- 1997 Ruhr-Universität Bochum
- 1998 Christian-Albrechts-Universität zu Kiel
- 1999 Rheinische Friedrich-Wilhelms-Universität Bonn
- 2000 Georg-August-Universität Göttingen
- 2001 Technische Universität Braunschweig
- 2002 Universität Paderborn
- 2003 Philipps-Universität Marburg
- 2004 Universität Hamburg
- 2005 Universität Mannheim
- 2006 Georg-August-Universität Göttingen
- 2007 Universität Paderborn
- 2008 Bauhaus-Universität Weimar[21]
- 2009 Universität Passau[22]
- 2010 Universität Hildesheim
- 2011 Universität Zürich[23]
- 2012 Friedrich-Alexander-Universität Erlangen[24]
- 2013 Philipps-Universität Marburg[25]
- 2014 Ludwig-Maximilians-Universität München
- 2015 Universität Mannheim
- 2016 Universität Bayreuth
- 2017 Universität Hamburg[26]
- 2018 Ruhr-Universität Bochum[27]
- 2019 Universität Potsdam und Filmuniversität Babelsberg Konrad Wolf[28]
- 2020 Technische Universität Braunschweig[29]
- 2021 Bauhaus-Universität Weimar[30]
- 2022 mdw – Universität für Musik und darstellende Kunst Wien und Filmakademie Wien[31]
- 2023 Paris-Lodron-Universität Salzburg und der Universität Mozarteum Salzburg[32]
- 2024 Institut für Theater-, Film- und Medienwissenschaft der Goethe-Universität Frankfurt